# Œsophage
 (octobre 2021).
Si vous disposez d'ouvrages ou d'articles de référence ou si vous connaissez des sites web de qualité traitant du thème abordé ici, merci de compléter l'article en donnant les références utiles à sa vérifiabilité et en les liant à la section « Notes et références ».
L'œsophage (du grec οἰσοφάγος / oisophágos, littéralement « qui transporte ce qu'on mange ») est un organe appartenant au tube digestif, principalement thoracique et communiquant avec le pharynx au niveau du cou et l'estomac au niveau de l'abdomen. Il permet de transporter les aliments solides et liquides déglutis vers l'estomac grâce au péristaltisme, l'onde séquentielle de sa musculature. Il a une longueur de 25  à   30 cm chez l'être humain adulte et 5 cm chez le nouveau-né.

## Anatomie

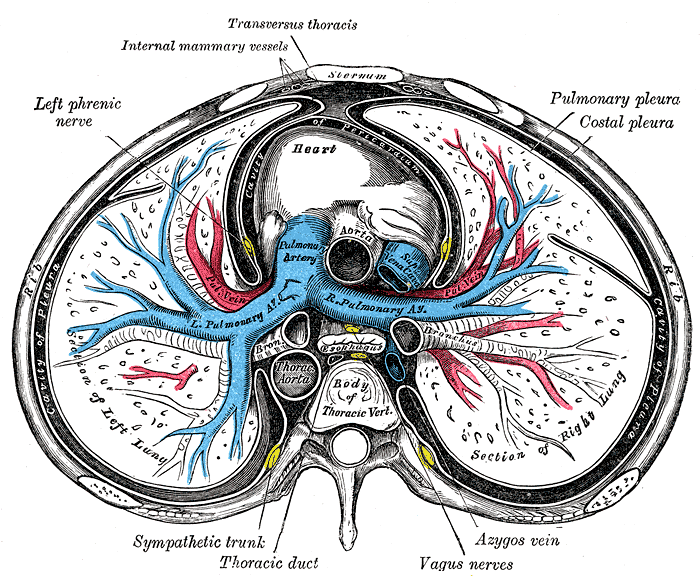
Coupe axiale du thorax au niveau T5.

L'œsophage est le segment du tube digestif qui relie le pharynx au cardia de l'estomac. L'œsophage possède trois portions, reflétant les trois régions anatomiques qu'il traverse : œsophage cervical, œsophage thoracique et œsophage abdominal.
À sa limite supérieure, il possède une valve appelée « sphincter supérieur de l'œsophage » ou encore bouche œsophagienne de Kilian. Cet orifice se situe à environ 15 cm des arcades dentaires. À sa limite inférieure, il n'existe pas de sphincter anatomique, mais un sphincter fonctionnel, caractérisé par l'absence de morphologie spécifique, mais individualisé par la pression locale exercée au passage du bol alimentaire au niveau de l'orifice du diaphragme.
L'œsophage fait directement suite au pharynx. Sa limite supérieure est en regard du cartilage cricoïde en avant (anneau cartilagineux du larynx), et de la 6e vertèbre cervicale en arrière. Il est situé dans le compartiment viscéral du cou, où il est antérieur au compartiment vertébral. Il descend le long du rachis, antérieurement aux corps vertébraux sur la ligne médiane, duquel il est séparé par les lames prétrachéale et prévertébrale du fascia cervical profond.
L'œsophage cervical possède les rapports suivants :
- ventralement : le bord inférieur du larynx (cartilage cricoïde) puis trachée
- latéralement : axes vasculaires jugulocarotidiens, et nerfs vagues, droit et gauche
- dorsalement : rachis cervical

Le segment cervical de l'œsophage se continue directement par le segment thoracique, où il entre dans la cavité thoracique, en passant par le médiastin supérieur puis le médiastin postérieur. Il traverse donc dans un premier temps l'ouverture supérieure du thorax pour arriver dans le médiastin supérieur, où il passe en arrière de la crosse de l'aorte pour entrer dans le médiastin postérieur, situé en arrière de la cavité péricardique.
L'œsophage thoracique possède les rapports suivants :
- ventralement : trachée jusqu'à la carène, puis face postérieure de l'artère pulmonaire droite ainsi que la face postérieure de la bronche souche gauche. Un peu en dessous, il est en rapport avec le péricarde, au niveau de l'atrium gauche. Les fibres nerveuses vagues courent au contact de l'œsophage ;
- latéralement :
  - à gauche : aorte thoracique descendante,
- dorsalement : rachis thoracique.

Le segment cervical de l’œsophage est habituellement considéré comme faisant partie de l’œsophage thoracique. Dans le thorax, l'œsophage chemine le long de la ligne médiane antérieurement aux corps vertébraux. Il entre dans l'abdomen en traversant le diaphragme par le hiatus œsophagien, en regard de TX (T10). À l'approche du diaphragme, la portion inférieure de l’œsophage thoracique dévie de la ligne médiane vers la gauche et l'avant, croisant la face droite de l'aorte thoracique, pour se repositionner devant l'aorte. Le cardia se situe environ à 40 cm des arcades dentaires.
La portion abdominale de l'œsophage est relativement courte (2-3 cm) et s'abouche dans l'estomac au niveau de l'ostium cardial.
Il présente fréquemment, mais pas toujours, des variations de calibre :
- 2 rétrécissements correspondant à la crosse aortique et au pédicule pulmonaire gauche.
- 1 dilatation juste au-dessus du diaphragme : l'ampoule épiphrénique.

## Histologie
La paroi de l’œsophage répond au schéma classique de la paroi du tractus gastro-intestinal : une muqueuse, une sous-muqueuse, une musculeuse et une tunique externe (adventice ou séreuse).
La paroi de l'œsophage est constituée, de l'intérieur vers l'extérieur, par :
- une muqueuse, constituée d'un épithélium malpighien non-kératinisé, d'une lame basale, d'un chorion infiltré d'éléments lymphoïdes. En profondeur de la muqueuse, près de la sous-muqueuse, une couche fine et peu organisée de tissu musculaire lisse forme la musculaire muqueuse (muscularis mucosae). Dans le tiers supérieur de l’œsophage, la muqueuse est dépourvue de muscularis mucosae. Elle commence à apparaître au tiers moyen de façon discontinue, puis s'épaissit pour devenir continue dans le tiers inférieur.
- une sous-muqueuse, tissu conjonctif plus dense, contenant les vaisseaux et nerfs. Par ailleurs, la sous-muqueuse renferme un plexus nerveux sous-muqueux appelé « plexus de Meissner », qui fait partie du système nerveux entérique. Ce plexus sous-muqueux permet de stimuler principalement les sécrétions muqueuses, ainsi que la motilité de la muqueuse.
- Une musculeuse : dans la portion supérieure de l’œsophage (1/3 supérieur), cette couche est quasi inexistante. Elle débute donc dans le tiers moyen et occupe les 2/3 inférieurs de l’œsophage. Elle comporte une couche circulaire interne et une couche longitudinale externe. La tunique renferme entre les deux couches un plexus nerveux myentérique appelé « plexus d'Auerbach ». Ce plexus nerveux, appartenant au système nerveux entérique, coordonne l'activité des deux couches musculaires et permet la motilité du tractus digestif (péristaltisme, mouvements de masses, segmentation, etc.). Au niveau de l’œsophage, seul le péristaltisme a lieu, de façon à acheminer le bol alimentaire vers l'estomac.
- une adventice, tissu conjonctif lâche solidaire des tissus voisins[1] ; toutefois une petite partie de la portion abdominale est recouverte d'une séreuse en lieu et place de l'adventice.

L'épithélium malpighien de la muqueuse permet de protéger de l'effet abrasif du bol alimentaire lors de son passage. Il protège ainsi les tissus sous-jacents et assure une protection mécanique. Les épithéliums malpighiens non kératinisés (dits « épidermoïdes »), en raison de leur nombre élevé de couches, forment généralement de bonnes barrières contre l'entrée d'agents pathogènes. Dès lors, le tissu lymphoïde associé à la muqueuse (MALT pour Mucosa-Associated Lymphoid Tissue, ou encore GALT pour Gut-Associated Lymphoid TIssue) est peu développé dans la paroi de l’œsophage.

## Embryologie
L’œsophage dérive de la partie antérieure de l'intestin primitif

## Pathologie

### Maladies
- Achalasie, aussi appelée « méga-œsophage », idiopathique ou secondaire à une maladie de Chagas, une sclérodermie, une amylose, une collagénose…
- Varice de l'œsophage
- Spasme de l'œsophage : maladie des spasmes étagés, œsophage casse-noisette
- Œsophagite
- Hernie hiatale
- Ulcère œsophagien
- Reflux gastro-œsophagien, communément appelé « remontées acides »
- Endobrachyœsophage, aussi appelé « œsophage de Barret »
- Cancer de l'œsophage
- Syndrome de Mallory-Weiss
- Syndrome de Plummer-Vinson
- Anneau de Schatzki
- Diverticule de Zenker
- Malformation œsophagienne, atrésie de l'œsophage
- Syndrome de Boerhaave

### Symptômes
- Dysphagie
- Pyrosis
- Régurgitation
- Hématémèse
- Melæna

## Exploration

### Fibroscopieœsophagienne
L'examen consiste à inspecter avec une caméra à fibres optiques la lumière et la surface de l'œsophage en contact avec le bol alimentaire. On dépiste ainsi des lésions ulcérées, hémorragiques, tumorales… qui seront biopsiées pour analyse et si possible traitées au cours du même examen.

### pH-métrie œsophagienne
La pH-métrie sur 24 heures de l'œsophage consiste à mesurer les variations du pH avec une sonde laissée une journée entière à quelques centimètres du cardia. Le pH ne devant physiologiquement pas descendre en dessous de 4 plus de deux fois par 24 heures. Cet examen dépiste essentiellement des reflux gastro-œsophagiens où le pH descend régulièrement à moins de 4 dans de multiples circonstances de la vie courante.

### Manométrie œsophagienne
La manométrie permet de dépister des anomalies de la contraction du muscle œsophagien qui permet la progression habituelle du bol alimentaire.

### Transit baryté
Le transit baryté s'effectue par prise de multiples clichés radiologiques pendant l'absorption per os d'un produit de contraste opaque aux rayons X. En opacifiant la lumière œsophagienne, cet examen dépiste les sténoses œsophagiennes, ainsi que les diverticules.

## Abord chirurgical
La voie d'abord chirurgicale de l'œsophage dépend tant du niveau de la lésion à opérer que de sa nature et du geste à réaliser. La partie haute, cervicale, est accessible par une cervicotomie gauche, tandis que le tiers moyen est accessible par thoracotomie (ou thoracoscopie) et la partie inférieure par laparotomie sus-ombilicale (ou cœlioscopie). Il est possible de combiner plusieurs voies d'abord durant la même intervention, notamment dans les œsophagectomies, avec l'intervention de Lewis-Santy et l'intervention d'Akiyama.